# Canadá en los Juegos Olímpicos de Oslo 1952
Canadá estuvo representado en los Juegos Olímpicos de Oslo 1952 por un total de 39 deportistas que compitieron en 6 deportes.  
El portador de la bandera en la ceremonia de apertura fue el patinador de velocidad Gordon Audley.

## Medallistas
El equipo olímpico canadiense obtuvo las siguientes medallas:
| Nombre        | Deporte               | Competición |
| ------------- | --------------------- | ----------- |
| Oro           |                       |             |
| Equipo        | Hockey sobre hielo    | Torneo M    |
| Plata         |                       |             |
| —             |                       |             |
| Bronce        |                       |             |
| Gordon Audley | Patinaje de velocidad | 500 m M     |